# 리차나나르디
리차나나르디(이탈리아어: Licciana Nardi)는 이탈리아 토스카나주 마사카라라도에 있는 코무네다. 피렌체에서 북서쪽으로 110km, 마사에서 북서쪽 25km 거리에 있다.

## 역사
리차나는 1993년에 이탈리아 애국자인 아나카르시 나르디를 기념하여 나르디(Nardi)라는 명칭을 추가하였다.

## 자매 도시
- 영국 서머턴
- 프랑스 로마냑